# Лиманский городской совет
 Лиманский городской совет — одна из административно-территориальных единиц в составе Донецкой области. Входит в состав Краматорской агломерации. Городскому совету Лимана административно подчинён Лиманский район Донецкой области (собственный районный совет отсутствует).

## Состав
Лиманский городской совет — 42 281 чел. (на 2019 год)
- город Лиман — 21 007 чел.
- пгт Дробышево – 2 766 чел.
- пгт Заречное – 2 486 чел.
- пгт Новосёловка – 1 290 чел.
- пгт Ямполь – 1 994 чел.
- пгт Яровая – 1 900 чел.
- Сельское население – 10 838 чел.

## Экономика
Железнодорожный узел, бывший Краснолиманский завод силикатного кирпича.